# Europees kampioenschap voetbal 2020 (Groep B) Denemarken - Finland
Dit artikel gaat over de wedstrijd in de groepsfase in groep B tussen Denemarken en Finland die gespeeld werd op zaterdag 12 juni 2021 op Parken te Kopenhagen tijdens het Europees kampioenschap voetbal 2020. Het duel was de derde wedstrijd van het toernooi.
Gedurende deze wedstrijd, in de 43ste minuut, stortte de Deense middenvelder Christian Eriksen in elkaar. Hij werd vervolgens gereanimeerd op het veld, waarna hij van het veld werd weggedragen naar het ziekenhuis, waar hij werd gestabiliseerd. De wedstrijd werd tijdelijk gestaakt. Nadat beide teams hadden aangegeven verder te willen spelen, werd besloten om na een uur en drie kwartier verder te spelen. Eerst werden vijf minuten van de eerste helft gespeeld. Na een korte pauze van vijf minuten werd de volledige tweede helft gespeeld.

## Voorafgaand aan de wedstrijd
- Denemarken stond voorafgaand aan dit toernooi op de tiende plaats van de FIFA-wereldranglijst. Zes Europese landen en EK-deelnemers stonden boven Denemarken op die lijst. Ondertussen stond Finland op de 54ste plaats van de FIFA-wereldranglijst. 29 Europese landen en 22 EK-deelnemers stonden boven Finland op die lijst.
- Voorafgaand aan deze wedstrijd troffen Denemarken en Finland elkaar al 51 keer. Denemarken won 38 van deze wedstrijden, Finland won 10 keer en 9 keer eindigde de wedstrijd onbeslist. Nooit eerder speelden deze teams op een groot eindtoernooi tegen elkaar.
- Voor Denemarken was dit haar negende deelname aan het Europees kampioenschap en de eerste sinds het EK 2012. Finland kwalificeerde zich nooit eerder voor een groot eindtoernooi.

## Wedstrijdgegevens[2]
| Datum                  | 12 juni 2021                                                                                  | 12 juni 2021                                                                                  |
| Wedstrijdnummer        | 3                                                                                             | 3                                                                                             |
| Stadion                | Parken, Kopenhagen                                                                            | Parken, Kopenhagen                                                                            |
| Toeschouwers           | 15.200                                                                                        | 15.200                                                                                        |
| Scheidsrechter         | Anthony Taylor                                                                                | Anthony Taylor                                                                                |
| Assistenten            | Gary Beswick Adam Nunn                                                                        | Gary Beswick Adam Nunn                                                                        |
| Vierde official        | Sandro Schärer                                                                                | Sandro Schärer                                                                                |
| Videoscheidsrechters   | Stuart Attwell Chris Kavanagh (assistent) Filippo Meli (assistent) Marco Di Bello (assistent) | Stuart Attwell Chris Kavanagh (assistent) Filippo Meli (assistent) Marco Di Bello (assistent) |
| Man van de wedstrijd   | Christian Eriksen                                                                             | Christian Eriksen                                                                             |
|                        | Denemarken                                                                                    | Finland                                                                                       |
| Doelpunten             | 0                                                                                             | 1                                                                                             |
| Gele kaarten           | 0                                                                                             | 2                                                                                             |
| Rode kaarten           | 0                                                                                             | 0                                                                                             |
| Wissels                | 5                                                                                             | 4                                                                                             |
| Schoten op doel        | 6                                                                                             | 1                                                                                             |
| Schoten naast doel     | 10                                                                                            | 0                                                                                             |
| Overtredingen          | 11                                                                                            | 12                                                                                            |
| Hoekschoppen           | 9                                                                                             | 0                                                                                             |
| Buitenspel             | 0                                                                                             | 1                                                                                             |
| Passnauwkeurigheid (%) | 83                                                                                            | 65                                                                                            |
| Balbezit (%)           | 64                                                                                            | 36                                                                                            |

| Denemarken | 0 – 1           | Finland |
| Pierre Højbjerg 74' (pen.) | goals (assists) | 60' Joel Pohjanpalo (Jere Uronen) |
| Kasper Hjulmand | bondscoach      | Markku Kanerva |
| Kasper Schmeichel ( 63') Daniel Wass 76' Simon Kjær 63' Andreas Christensen Joakim Mæhle Christian Eriksen 43' Pierre Højbjerg Thomas Delaney 76' Yussuf Poulsen Jonas Wind 63' Martin Braithwaite | opstellingen    | Lukáš Hrádecký Joona Toivio Paulus Arajuuri ( 76') Daniel O'Shaughnessy Robin Lod Tim Sparv 76' Glen Kamara Jukka Raitala 90' Jere Uronen Joel Pohjanpalo 84' Teemu Pukki 76' |
| Mathias Jensen 43' Andreas Skov Olsen 63' Jannik Vestergaard 63' Jens Stryger Larsen 76' Andreas Cornelius 76'                                                                                     | wissels         | 76' Rasmus Schüller 76' Joni Kauko 84' Marcus Forss 90' Leo Väisänen |
| | gele kaarten    | 4' Robin Lod 51' Tim Sparv |
| | rode kaarten    | |